# جريان صفيحي

تغير طبقات السائل عند تحرك جسم كروي خلال نمط جريان صفيحي (موازي).

الجريان الصفيحي أو الصفائحي أو الصفحي أو التطابقي أو الطبقي هو أحد تصنيفات جريان الموائع (والذي يسمى أيضا السريان أو التدفق)، السمة المميزة لهذا الشكل من الجريان هو أن المائع يجري في طبقات (باللاتينية: Laminae) متوازية، لا تختلط فيما بينها. تتميز السوائل عموما عند جريانها بسرعات منخفضة إلى عدم حدوث مزج بين الطبقات. ما يميز الجريان الصفيحي عدم وجود دوامات على عكس من الجريان المضطرب، فهو جريان منتظم جداً بحيث تتدفق طبقات السائل بشكل موازي لجدران الوعاء الذي يحويه.

## خصائصه
بغرض التفرقة بين جريان صفيحي لسائل و جريان مضطرب قام الفيزيائي «أوزبورن رينولدز» في عام 1883 بإجراء تجارب على الماء مع استخدام ألوان يمكن بواسطتها رؤية سريان الماء وانسيابه الهاديء أو نشأة دوامات فيه . وباستخدامه أنبوب زجاجي يدع الماء يجرى فيه، اتضح له أن الماء في الأنبوب يبدأ الاضطراب وتولد دوامات فيه عندما تصل سرعة الماء (أو السائل أو المائع) سرعة معينة . وقد صاغ نتائجه كدالة يدخل فيها عدد رينولد Re ، ويعرف عدد رينولد بالمعادلة الآتية:

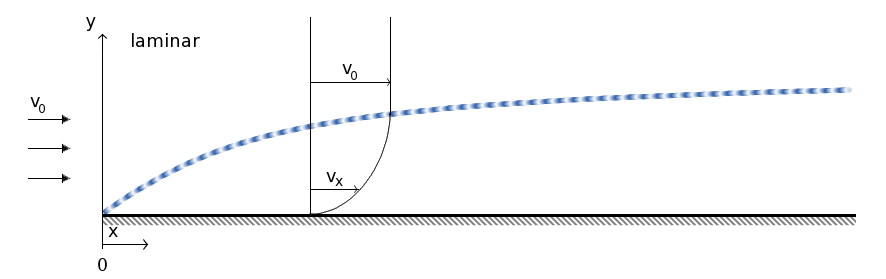
تكون طبقة صفيحية على سطح مسطح. Re_{x} اصغر من Re_{krit} ≈ 10^{5} لكل قيمة من x
التي هي طول السطح ، ويجب أن تكون لها قيمة.

{\displaystyle \mathrm {Re} :={\frac {v\cdot l}{\nu }}={\frac {v\cdot l\cdot \rho }{\mu }}},
حيث:
{\displaystyle v} سرعة جريان خاصة للمائع
{\displaystyle l} طول خاص للسطح
{\displaystyle \nu } اللزوجة الكينماتية للمائع أو {\displaystyle \mu } أو ({\displaystyle \eta } اللزوجة الحركية)
{\displaystyle \rho } كثافة المائع الجاري.
الشكل إلى اليسار:
الشكل يوضح أن الماء الجاري على سطح مسطح يتكون من طبقات رقيقة فوق بعضها (الاتجاه y) (طول السطح هو x ). الطبقة الملامسة للسطح الصلب تبلغ سرعتها صفر (لا حركة) . تليها طبقة ماء ذات سرعة صغيرة، وتتلوها طبقة ثالثة أسرع من سابقتها، وهكذا . فإذا كان سريان المائع في أنبولب، تكون طبقة المائع الجاري الملامسة للسطح الداخلي للأنبوب ثابتة مستقرة . وتزداد سرعة طبقات الماء في اتجاه منتصف الأنبوب (محور الأنبوب الأسطواني).
عندما تصل Re إلى القيمة الحرجة
{\displaystyle \mathrm {Re_{krit}} } وفوقها تبدأ حركة اضطرابية في المائع بسبب أي اختلال صغير . وعلى سبيل المثال: تبلغ هذه القيمة الحرجة داخل أنبوب :
{\displaystyle \mathrm {Re_{krit}} ={\frac {v_{\mathrm {m} }\cdot d}{\nu }}\approx 2320}
حيث:
{\displaystyle v_{m}} متوسط سرعة جريان المائع,
{\displaystyle d} قطر الأنبوب.
وفي حالة جريان مائع على سطح مستوي تكون قيمة العدد الحرج :
{\displaystyle \mathrm {Re_{krit}} ={\frac {v_{0}\cdot x}{\nu }}\approx 10^{5}}.
حيث:
{\displaystyle x} طول السطح من أوله إلى آخره،
و {\displaystyle v_{0}} سرعة اجريان المائع .
في حالة سريان صفيحي لمائع في أبوب، فيمكن أيضا تطبيق قانون هاجن-بوازوي.
وهو يصف حجم الجريان {\displaystyle {\tfrac {\mathrm {d} V}{\mathrm {d} t}}} داخل
أنبوب كدالة لنصف قطر الأنبوب.

## أقرأ أيضاً
- جريان مضطرب
- جريان ستوكس
- طبقة حدية
- عدد ستروهال
- عدد رينولد
- شارع كارمان الدوامي
- قانون هاجن-بوازوي
- معادلة السحب
- مقياس اللزوجة